# Salticus mniszechi
Salticus mniszechi är en spindelart som beskrevs av Lucas 1858. Salticus mniszechi ingår i släktet Salticus och familjen hoppspindlar. Inga underarter finns listade i Catalogue of Life.